# Pagoda Liaodi

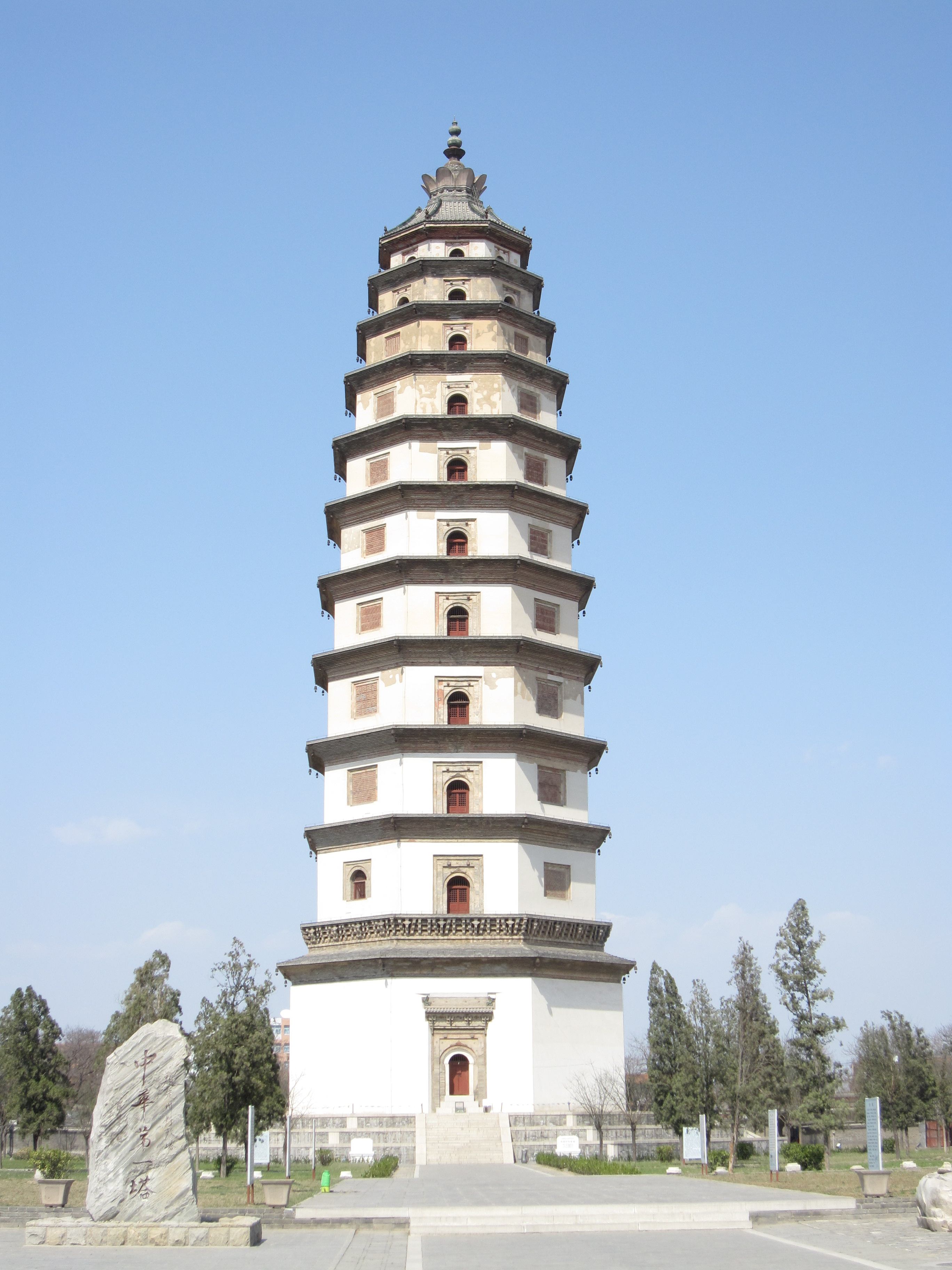
Pagoda Liaodi

Pagoda Liaodi (chiń. upr. 料敌塔; chiń. trad. 料敵塔; pinyin Liàodí tǎ) – zabytkowa pagoda z okresu dynastii Song znajdująca się na obszarze dawnego zespołu świątynnego Kaiyuan w mieście Dingzhou w chińskiej prowincji Hebei. Jest to najwyższa ceglana pagoda w kraju.

## Historia
Pagodę wzniesiono na polecenia cesarza Zhenzonga; miała ona służyć jako miejsce przechowywania pism i relikwii buddyjskich przywiezionych z pielgrzymki po Indiach przez mnicha Hui Nenga ze świątyni Kaiyuan. Prace budowlane rozpoczęto w 1001 roku i ukończono je w 1055 roku za rządów cesarza Renzonga. Ze względu na strategiczne położenie i swoją wysokość pagoda była wykorzystywana jako wieża strażnicza, z której wypatrywano wrogich oddziałów kitańskich z północy (stąd nazwa Liaodi; liào – oczekiwać,  dí – wróg).

## Architektura
Wzniesiona na planie ośmiokąta, ceglana pagoda ma 84 m wysokości i liczy 11 kondygnacji. Każda kondygnacja posiada kamienne okapy oraz czworo okien (w większości zabudowanych wnęk z ozdobnymi wzorami udających okna) i czworo drzwi. Zwieńczenie budowli składa się z kilku części: ozdobnej podstawy otoczonej elementami przypominającymi liście wiciokrzewu, na której kolejno znajdują się – odwrócona misa, żelazny dysk i dwie brązowe kule. Wewnątrz budynku mieści się olbrzymia, ceglana podpora w kształcie pagody, tzw. pagoda w pagodzie. Ponadto w środku znajdują się kręte schody prowadzące na wyższe poziomy. Na każdym z poziomów znajdują się drewniane lub ceglane, zdobione podesty podtrzymywane przez kamienne wsporniki (wyłącznie do ósmej kondygnacji). W środku na ścianach występują także liczne malowidła i kamienne tablice.